# Герцог де Риволи
Герцог де Риволи  (фр. Duc de Rivoli) — французский дворянский титул. Он был создан 24 апреля 1808 года императором Наполеоном для маршала Андре Массены (1758—1817). 31 января 1810 года Андре Массена также получил титул князя Эсслингского .

## История
Титул герцога де Риволи происходит от битвы при Риволи, которая произошла 14-15 января 1797 года в районе Риволи-Веронезе в Северной Италии, в ходе которой французы разгромили австрийскую армию.
Титул князя Эсслингского происходит от битвы при Эсслинге между французами и австрийцами 21-22 мая 1809 года в пригороде Вены.
3 июля 1818 года было принято решение, что титул князя Эсслингского будет передаваться старшему из мужских потомков Андре Массены, а титул герцога де Риволи унаследует младший из его мужских потомков. Оба титула объединялись в 1821—1863 и с 1898 года.
Маршал Андре Массена получил звание пэра Франции после первого восстановления династии Бурбонов.

## Список князей д’Эсслинг
- 1810—1817: Андре Массена  (6 мая 1758- 14 апреля 1817), 1-й князь д’Эсслинг, 1-й герцог де Риволи
- 1818—1821: Жак Проспер Массена  (25 июня 1793 — 13 мая 1821), 2-й князь д’Эсслинг, старший сын предыдущего.
- 1821—1863: Франсуа Виктор Массена  (2 апреля 1799 — 16 апреля 1863), 3-й князь д’Эсслинг, 2-й герцог де Риволи, младший брат предыдущего.
- 1863—1898: Андре Проспер Виктор Массена  (22 ноября 1829—1898), 4-й князь д’Эсслинг, старший сын предыдущего.
- 1898—1910: Виктор Массена  (14 января 1836 — 28 октября 1910), 5-й князь д’Эсслинг, 3-й герцог де Риволи, младший брат предыдущего.
- 1910—1974: Андре Проспер Виктор Эжен Наполеон Массена  (8 июля 1891 — 5 октября 1974), 6-й князь д’Эсслинг, 4-й герцог де Риволи, единственный сын предыдущего.
- 1974 — настоящее время: Виктор-Андре Массена  (род. 1950), 7-й князь д’Эсслинг, 5-й герцог де Риволи, сын предыдущего.

## Список герцогов де Риволи
- 1808—1817: Андре Массена  (6 мая 1758 — 14 апреля 1817), 1-й герцог де Риволи, 1-й князь д’Эсслинг
- 1817—1863: Франсуа Виктор Массена  (2 апреля 1799 — 16 апреля 1863), 2-й герцог де Риволи, 3-й князь д’Эсслинг (1821), младший сын предыдущего.
- 1863—1910: Виктор Массена  (14 января 1836 — 28 октября 1910), 3-й герцог де Риволи, 5-й князь д’Эсслинг (1898), сын предыдущего.
- 1910—1974: Андре Проспер Виктор Эжен Наполеон Массена  (8 июля 1891 — 5 октября 1974), 4-й герцог де Риволи, 6-й князь д’Эсслинг, единственный сын предыдущего.
- 1974 — настоящее время: Виктор-Андре Массена  (род. 1950), 5-й герцог де Риволи, 7-й князь д’Эсслинг, сын предыдущего.